# Zapasy na śmierć i życie
Zapasy na śmierć i życie – animowany serial ukazujący znane osoby jako figurki z plasteliny, toczące ze sobą walki wrestlingowe. W ringu stają naprzeciw siebie głównie gwiazdy show businessu i inni celebryci, rzadziej politycy i postaci historyczne, jeszcze rzadziej postaci fikcyjne. Pary do pojedynków dobierano według tego, czy poza tymże serialem jest między nimi rzeczywisty lub domniemany konflikt, albo jeśli stanowią dla siebie konkurencję zawodową. Uczestnicy parodiują samych siebie, swoje osiągnięcia i porażki lub też bardziej znane momenty swojego życia prywatnego, np. aktorzy zadają ciosy naśladujące ich role filmowe. Pojedynki są bardzo brutalne, pozbawione reguł i często kończą się śmiercią jednej z dwóch gwiazd.
Przykładowe pary:
- Arnold Schwarzenegger vs. Sylvester Stallone – rozstrzygnięcie, kto jest największym twardzielem kina
- Hugh Hefner vs. Larry Flynt – kto wydaje lepsze czasopismo
- Alfred Hitchcock vs. Steven Spielberg – kto jest najlepszym reżyserem
- Wielka Stopa vs. Potwór z Loch Ness

W Polsce serial po raz pierwszy wyemitowany został przez nieistniejącą już telewizję Wizja Jeden. Przed zlikwidowaniem stacji na początku 2001 roku wyemitowała ona trzy pierwsze serie z dubbingiem. W późniejszym czasie, pod tytułem Pojedynek gwiazd, serial emitowany był przez MTV Polska – najpierw w wersji z napisami, a następnie z lektorem.
Oryginalne Zapasy na śmierć i życie powstawały w latach 1998–2002 (serie I-IV), w latach 2006–2007 odświeżono formułę, tworząc kolejne dwie serie. W 2003 roku wydano grę opartą na formacie serialu, wydaną na komputery osobiste, PlayStation 2 oraz Xboksa.

## Wersja polska
Wersja polska: na zlecenie Wizji TV – Master Film

Reżyseria: Waldemar Modestowicz

Dialogi:
- Joanna Kuryłko,
- Dorota Filipek-Załęska (odc. 18)

Dźwięk: Marcin Ejsmund

Montaż: Michał Przybył

Kierownictwo produkcji: Beata Jankowska

Wystąpili:
- Dariusz Odija – Johnny Gomez
- Janusz Bukowski† – Nick Diamond
- Andrzej Gawroński –
  - Mills Lane,
  - Bóg (odc. 17)
- Katarzyna Tatarak – Stacey Cornbread
- Adam Bauman –
  - Al Pacino (odc. 14),
  - Antonio Banderas (odc. 18)
- Tomasz Bednarek –
  - Leonardo DiCaprio (odc. 6),
  - Jon Brannon (odc. 19),
  - James van der Beek (odc. 22),
  - Emilio Estevez (odc. 23),
  - Scott „Carrot Top” Thompson (odc. 25),
  - Jim Carrey (odc. 30),
  - Chris Kirkpatrick (odc. 31),
  - Richard Simmons (odc. 32),
  - Matt Damon (odc. 33)
- Włodzimierz Bednarski –
  - Peter Mayhew (odc. 11),
  - Sean Connery (odc. 16),
  - Mojżesz (odc. 17),
  - Fidel Castro (odc. 18),
  - William Shakespeare (odc. 19),
  - John Wayne (odc. 20),
  - George Alexander „Alex” Trebek (odc. 21),
  - Saddam Husajn (odc. 22),
  - Jerry Stiller (odc. 23),
  - Fagas (odc. 24),
  - Rodney Dangerfield (odc. 25),
  - Howard Cosell (odc. 34),
  - Hugh Hefner (odc. 37),
  - Vince McMahon (odc. 46)
- Andrzej Ferenc –
  - Geraldo Rivera (odc. 17),
  - Kid Rock (odc. 37)
- Agata Gawrońska –
  - Jenny McCarthy (odc. 9),
  - Gillian Anderson (odc. 11),
  - Courtney Love (odc. 12),
  - Lucy Lawless (odc. 15, 30),
  - Jennifer López (odc. 13),
  - Jennifer Aniston (odc. 16),
  - Drew Barrymore (odc. 17),
  - Tami Roman (odc. 19),
  - Alanis Morissette (odc. 24),
  - Martha Stewart (odc. 26),
  - Madonna (odc. 30),
  - Geena Davis (odc. 34)
- Agnieszka Kunikowska –
  - Debbie Matenopouls,
  - Madonna (odc. 13),
  - Neve Campbell (odc. 17),
  - Jacinda Barrett (odc. 19),
  - Marie Osmond (odc. 23),
  - Jewel Kilcher (odc. 24),
  - Sandra Bernhard (odc. 26),
  - Brooke Shields (odc. 34)
- Krystyna Kozanecka –
  - Barbra Streisand (odc. 6),
  - Ruth Westheimer (odc. 13),
  - Cenzorka ze Związku Wytwórców Dbających o Morale (odc. 24)
  - Mary Lou Higgins (odc. 24),
  - Bette Midler (odc. 29),
  - Rosie O’Donnell (odc. 30),
  - Przechodzień Jenny (odc. 30)
- Monika Kwiatkowska-Dejczer –
  - Carmen Electra (odc. 9),
  - Asystentka Lane’a (odc. 20)
- Tomasz Marzecki –
  - Steve „Stone Cold” Austin,
  - Tommy Lee Jones (odc. 11),
  - Chuck Norris (odc. 12),
  - Ice-T (odc. 14),
  - Morderca (odc. 17),
  - Busta Rhymes (odc. 19),
  - Oliver Stone (odc. 20),
  - Billy Blanks (odc. 32),
  - Larry Flynt (odc. 37)
- Jacek Mikołajczak –
  - Robert De Niro (odc. 14),
  - Roger Moore (odc. 16)
- Mieczysław Morański –
  - Quentin Tarantino (odc. 4),
  - Członek Beastie Boys (odc. 14),
  - Matthew Perry (odc. 16),
  - Ramzes II (odc. 17),
  - Richard „Cheech” Marin (odc. 18),
  - George Washington (odc. 22),
  - Billy Crystal (odc. 25),
  - Elton John (odc. 26),
  - Paul Stanley (odc. 31),
  - Tiger Woods (odc. 34),
  - Noah Wyle (odc. 35),
  - Eminem (odc. 37)
- Marek Obertyn –
  - Jack Nicholson (odc. 6),
  - Ozzy Osbourne (odc. 26, 33),
  - Kapitan Doody (odc. 31),
- Wojciech Paszkowski –
  - Bono (odc. 18),
  - Ron Jeremy (odc. 24)
- Iwona Rulewicz –
  - Céline Dion (odc. 11),
  - Cameron Diaz (odc. 20)
- Zbigniew Suszyński –
  - Bill Gates (odc. 6),
  - Chris Rock (odc. 9),
  - Will Smith (odc. 11),
  - Jean-Claude Van Damme (odc. 12),
  - Ice Cube (odc. 14),
  - Mel Gibson (odc. 18),
  - Chico Marx (odc. 20),
  - Dennis Miller (odc. 25),
  - Sean Penn (odc. 26),
  - Nicolas Cage (odc. 29),
  - Przechodzień John (odc. 30),
  - Joe Namath (odc. 34),
  - Michael „Flea” Balzary (odc. 35)
- Marcin Troński –
  - Mark „The Undertaker” Calaway (odc. 31),
  - Eriq La Salle (odc. 35)
- Jolanta Wołłejko –
  - Aretha Franklin (odc. 6),
  - Elżbieta II (odc. 10, 26),
  - Lisa Kudrow (odc. 16),
  - Yōko Ono (odc. 18),
  - Meryl Streep (odc. 20),
  - Whoopi Goldberg (odc. 25),
  - Cher (odc. 29),
  - Oprah Winfrey (odc. 30)
- Beata Ziejka –
  - Dolly Parton (odc. 13),
  - Sarah Michelle Gellar (odc. 17)
- Anna Apostolakis-Gluzińska – Courteney Cox Arquette (odc. 16)
- Andrzej Arciszewski – Richard Nixon (odc. 22)
- Robert Czebotar – Tom Hanks (odc. 26)
- Cezary Kwieciński – Joe C. (odc. 37)
- Wojciech Machnicki –
  - Michael Flatley (odc. 6),
  - Larry King (odc. 17)
- Ryszard Nawrocki – Przechodzień Jack (odc. 30)
- Włodzimierz Press – Marlon Brando (odc. 14)
- Ewa Serwa – Minkie Laboosh (odc. 29)
- Jakub Truszczyński – Nick Diamond Junior (odc. 4, 20, 31)
- Jolanta Wilk – Calista Flockhart (odc. 15, 30)
- Jan Kulczycki – Ken Kenworthy (odc. 6)
- Jacek Bończyk
- Joanna Borer
- Jacek Braciak
- Stefan Knothe
- Zbigniew Konopka
- Teresa Lipowska
- Józef Mika
- Mirosław Oczkoś
- Jacek Rozenek

i inni
Lektor: Rafał Walentowicz